# パンチェッタ

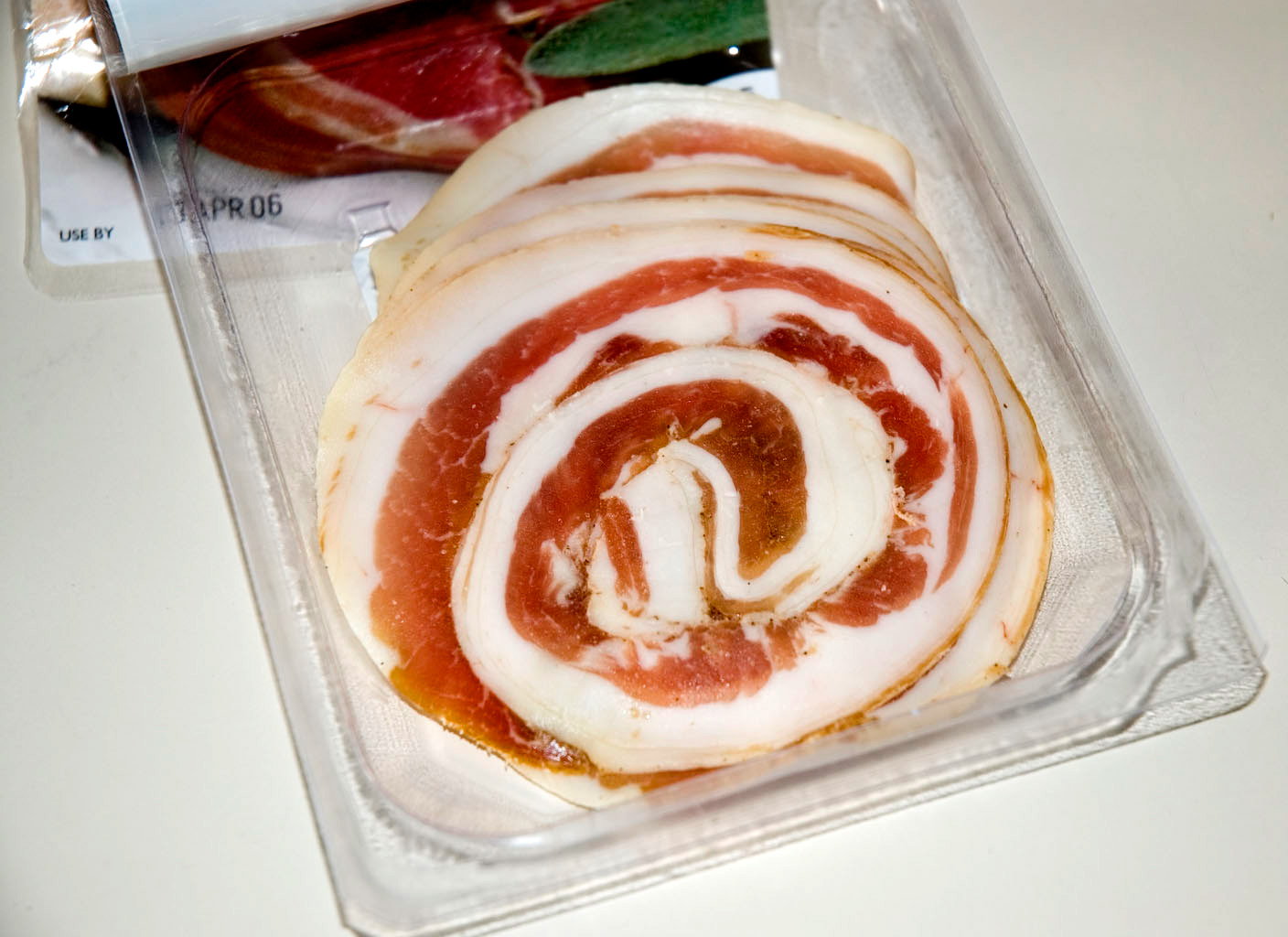
市販のパンチェッタ

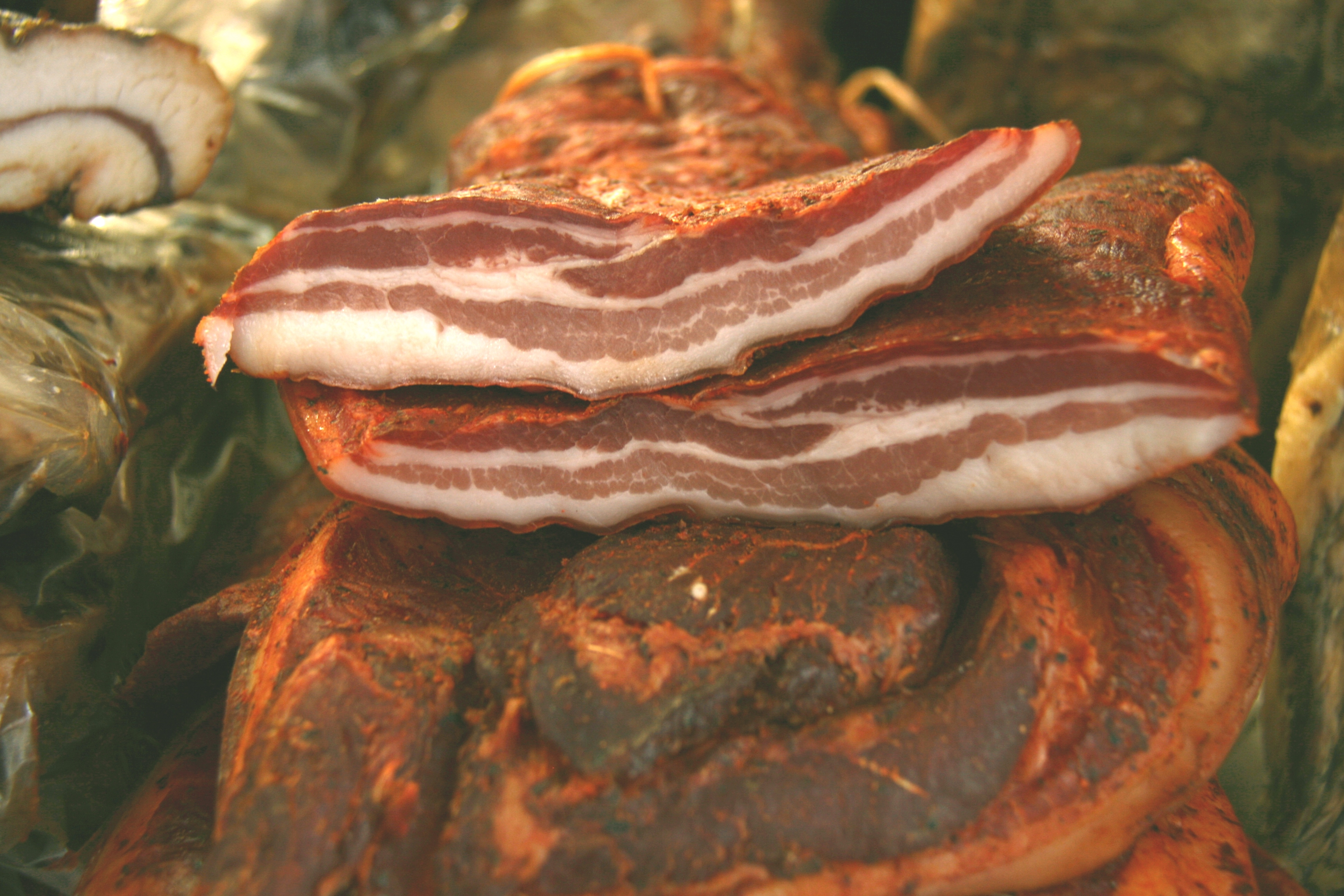
切った後のパンチェッタ

パンチェッタ（イタリア語: Pancetta）は、豚のバラ肉のこと。またそれが転じてイタリア料理に使う塩漬けした豚バラ肉も同様にパンチェッタと呼ばれる。後者は俗に生ベーコンとも呼ばれる。
豚肉（特にバラ肉）の塊に荒塩をすり込み、1ヶ月以上熟成と乾燥をさせて仕上げる。燻煙する場合もあり、パンチェッタ・アッフミカータ（Pancetta affumicata）と呼ぶ。
細かく切ってフライパンで炒め、にじみ出た脂と塩味をカルボナーラなどのパスタソースやスープの出汁として利用する。またそのまま薄切りにして生ハムのように食べる。ベーコン に比べてやや酸味が効いているのが特徴。
DOP指定のものには、カラブリア州のパンチェッタ・ディ・カラーブリア（Pancetta di Calabria）や、パンチェッタ・ピアチェンティーナ（Pancetta Piacentina）等がある。